# がんす娘。
がんす娘。（がんすむすめ）は広島県呉市広古新開にある蒲鉾屋の娘・三宅結花が扮するリアルゆるキャラの名称。

## 概要
2006年7月より活動を開始。広島県呉市・草津の食べ物だった「がんす」を広島県内に広めたとされる。トレードマークは頭の丸いがんす印。奇抜な恰好で食品販売コーナーに立つ。
広島県内のスーパーで試食販売を行うほか、広島県内イベント（ひろしまフードフェスティバル・西条酒まつり・海軍グルメフェスタ IN 呉など）への参加、広島県内の複数食品会社とのコラボ、がんすを使ったレシピの考案・提案をしている。
- 2013年10月1日 - 映画R100「第1回ご当地女王様決定戦」にがんすの女王様（広島県代表）でエントリー、47都道府県女王を抑え167876票を獲得。全国一位となる[1]。同年10月10日、同映画で女王様を演じた渡辺直美と広島の映画館で登壇[2]。
- 2014年10月 - 広島県と居酒屋チェーン店の企画『泣けるほどウマイ！ 広島泣きメシ』[3]の記者会見に島谷ひとみ・カープ女子と出席し、日刊ゲンダイで「史上初！ 広島のリアル人間ゆるキャラ「がんす娘。」の正体」[4]と報じられた。
- 2019年4月14日 - TBSテレビ『坂上＆指原のつぶれない店』に「アンテナショップで見つけたスンゴイ店」「ジリ貧の老舗店を救った奇跡のソールフード」として経営危機をがんすで救った人物として紹介[要出典]。
- 2020年3月31日 - RCCテレビ『イマナマ！』「元就。外伝」の企画で「三宅水産がんす娘。のイマ」として結婚・出産を経て「新たに加わったがんすファミリーとともに夢に向けて邁進中」と紹介[要出典]。

## 出演番組

### TV
- 『カミングアウトバラエティ!! 秘密のケンミンSHOW』
- 『めざましどようび』ココ調
- 『ケンイチ』
- RCCテレビ『元就。』呉市・広（後編、2013年5月19日）
- RCCテレビ『元就。スペシャル どっちのお好み焼がお好み!? ～グリーン ダ・カ・ラやさしい麦茶に合う究極のお好み焼を作るんでがんすの巻～』（2014年10月19日）
- TBSテレビ『坂上＆指原のつぶれない店』「ジリ貧の老舗店を救った奇跡のソールフード」（2019年4月14日）
- RCCテレビ『イマナマ！』「三宅水産がんす娘。のイマ」（2020年3月31日）

### ラジオ
- 東京FM『Honda Smile Mission』
- RCCラジオ『バリシャキNOW』
- RCCラジオ『平成ラヂオバラエティ ごぜん様さま』（2014年10月23日）
- FMちゅーピー『ひろしますまいるパフェ』

### 新聞
- 日刊ゲンダイ「史上初！ 広島のリアル人間ゆるキャラ「がんす娘。」の正体」